# Parafia Wniebowzięcia Najświętszej Maryi Panny w Dobrzyniu nad Wisłą
Parafia pw. Wniebowzięcia Najświętszej Maryi Panny w Dobrzyniu nad Wisłą – parafia należąca do dekanatu dobrzyńskiego nad Wisłą, diecezji płockiej, metropolii warszawskiej. 
Siedziba parafii mieści się przy ulicy Franciszkańskiej. Duszpasterstwo w parafii prowadzą księża diecezjalni.

## Obszar parafii

### Miejscowości i ulice
W granicach parafii znajdują się miejscowości:

- miasto Dobrzyń nad Wisłą
- Bachorzewo,
- Dyblin,
- Glewo,
- Główczyn,
- Kamienica,
- Lenie Wielkie,
- Płomiany,
- Skaszewo,
- Strachoń,
- Stróżewo,
- Zbyszewo.